# MusicMight
MusicMight (tidligere kendt som Rockdetector) er en rock musik websted oprettet af Garry Sharpe-Young i 2001. Hjemmesiden stiller musikere og produkt-information til rådighed gennem et global netværk, og vedvarende bogserier. Hjemmesiden blev oprettet på New Zealand af den britiske forfatter, kunstner og bemærket metal akademiker Garry Sharpe-Young, og er støttet af en lille gruppe skribenter, der bidrager til denne side. 
Databasen dækker mange stile og år af rock musik som f.eks. thrash metal, black metal, dødsmetal, radio rock og nu metal. I december 2007 blev det bekendtgjort, at siden havde informationer om over mere end 59.400 bands. Databasen inkluderer også over 92.000 udgivelser og næsten 695.000 sange. Hjemmesiden har også en international koncertguide på over 300.000 koncerter med arkivering helt tilbage til 1965. Siden indeholder også udstrakte og unikke bandbiografier, mange skrevet ud fra et direkte førstehåndsinterviews med bandmedlemmerne udført af Sharpe-Young gennem sine mange år som heavy metal-journalist.